# Saint-Gilles (Marne)
Saint-Gilles é uma comuna francesa na região administrativa do Grande Leste, no departamento de Marne. Estende-se por uma área de 6.37 km², e possui 286 habitantes, segundo o censo de 2018, com uma densidade de 45 hab/km².